# Wolfgang Scherzinger

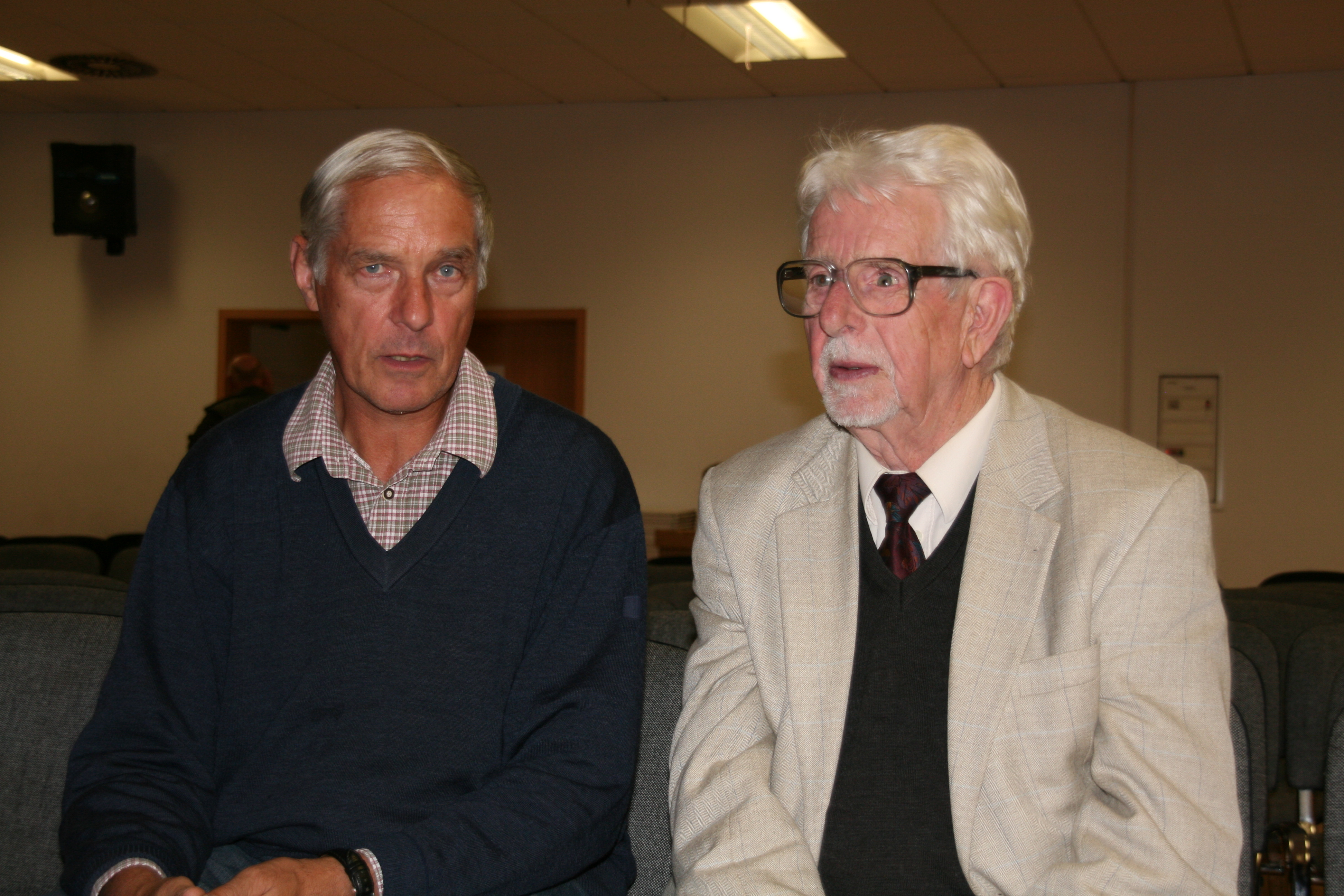
Wolfgang Scherzinger (links) und Theodor Mebs am 31. Oktober 2009

Wolfgang Scherzinger (* 20. Jänner 1944 in Wien) ist ein österreichischer Zoologe, Ethologe und Ökologe. Als Ornithologe ist er vor allem als Spezialist für Eulen hervorgetreten. Intensiv hat er zudem den Nationalpark Bayerischer Wald und seine Lebewelt erforscht und war maßgeblich an dessen Entwicklung seit 1971 beteiligt.

## Leben
Wolfgang Scherzinger betrieb in der Jugendzeit in Wien in einem Garten mit seinem Freund Hans Frey einen kleinen Zoo mit zahlreichen Tieren, darunter bis zu sechzig Eulen. Er studierte in seiner Geburtsstadt an der Universität Wien Zoologie und Botanik sowie Philosophie und Psychologie. 1969 wurde er dort mit der Dissertation Zum Aktionssystem des Sperlingskauzes [Glaucidium passerinum, L.] zum Dr. phil. promoviert. Nach einer Tätigkeit als wissenschaftlicher Assistent am Institut für Vergleichende Verhaltensforschung der Österreichischen Akademie der Wissenschaften war er von 1971 bis zum Eintritt in den Ruhestand 2007 als Zoologe bei der Nationalparkverwaltung Bayerischer Wald beschäftigt. Zu seinen Hauptaufgaben gehörte, eine Tierhaltung für die Wiederansiedlung von den ehemals im Bayerischen Wald heimischen Tierarten Uhu, Habichtskauz, Auerhuhn und Kolkrabe sowie für öffentliche Schaugehege aufzubauen und zu betreuen.

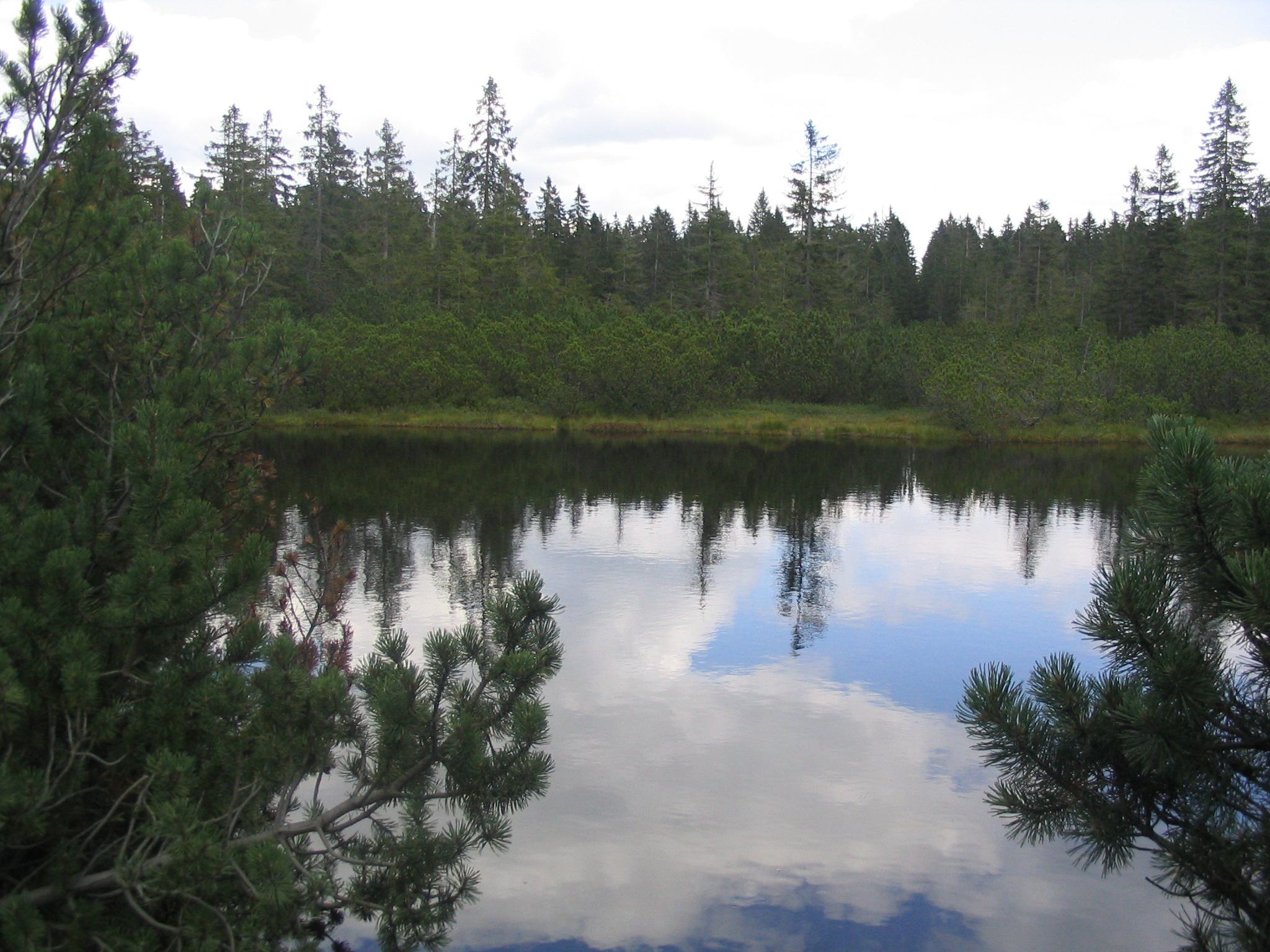
Wolfgang Scherzinger war von 1971 bis 2007 Mitarbeiter der Nationalparkverwaltung Bayerischer Wald

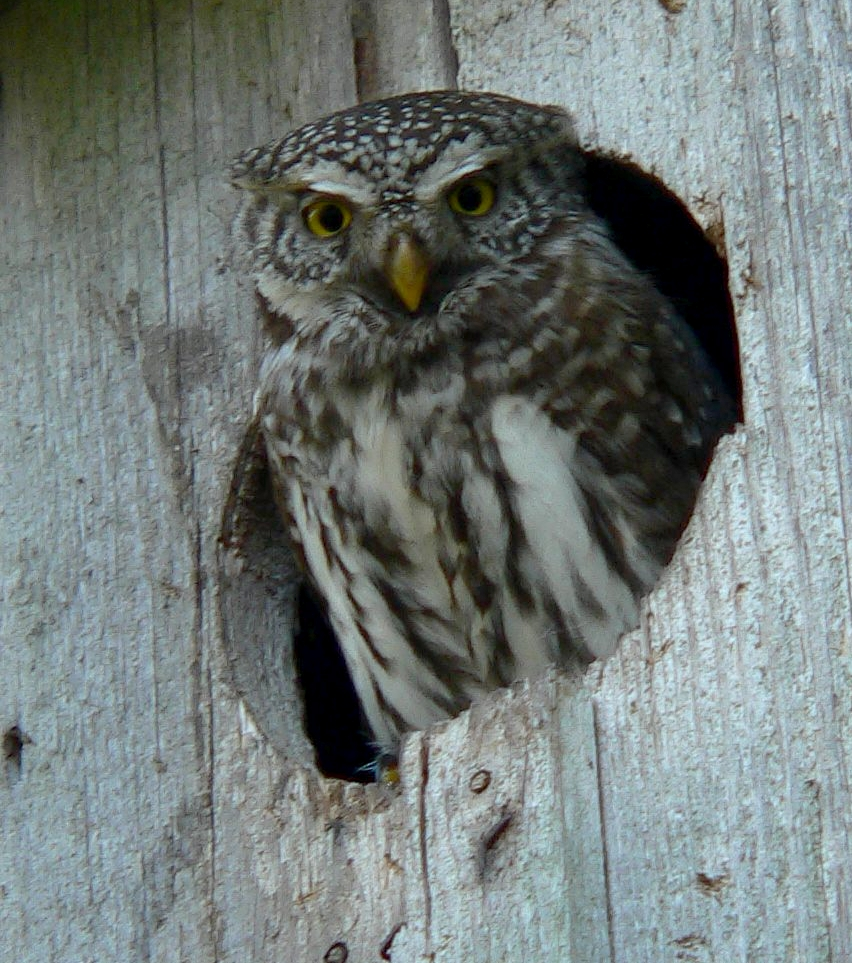
Scherzinger forscht intensiv über die 13 europäischen Eulenarten – wie hier den Sperlingskauz

Scherzinger verfasste zahlreiche Publikationen über den Nationalpark, speziell zu dessen Vogelwelt, insbesondere zu Raufußhühnern und Spechten. Er unternahm Freilandarbeiten zu Ökologie und Schutz von Vogelarten natürlicher Bergwälder und beschäftigte sich mit der Dynamik natürlicher Waldlebensgemeinschaften. Seine Erkenntnisse fasste er in dem Buch Naturschutz im Wald. Qualitätsziele einer dynamischen Waldentwicklung (1996), das zu seinen Hauptwerken zählt, zusammen. Scherzinger vertritt darin das Mosaik-Zyklus-Konzept.
Weite Bekanntheit – auch über den engeren ornithologischen Fachkreis hinaus – erlangte er jedoch durch seine Arbeiten über Eulen. Scherzinger hat nicht nur sämtliche heimischen Eulenarten nachgezüchtet und gehalten, sondern deren Lebensweise auch jahrzehntelang intensiv erforscht. Neben zahlreichen Aufsätzen in Fachzeitschriften und anderen Printmedien legte er größere wissenschaftliche Untersuchungen vor, so in seiner Dissertation zur Verhaltensbiologie des Sperlingskauzes (1969) und in seiner Monographie Zur Ethologie der Fortpflanzung und Jugendentwicklung des Habichtskauzes (Strix uralensis) mit Vergleichen zum Waldkauz (Strix aluco), mit der er sich 1986 an der Universität Wien habilitierte. Neben Fachberichten zur Zucht und Wiederansiedlung von Uhu und Habichtskauz im Bayerischen Wald veröffentlichte Scherzinger Beiträge zu Verhalten und Stimmen von Uhu, Habichtskauz, Schneeeule und Steinkauz sowie Kanincheneule und Brahmakauz. Er arbeitete an dem Kapitel Eulen im Handbuch der Vögel Mitteleuropas mit. Ein Standardwerk ist das zusammen mit Theodor Mebs verfasste Buch Die Eulen Europas (2000), in dem alle 13 in Europa vorkommenden Eulenarten ausführlich beschrieben werden. 2020 erschien die 3. Auflage der „Eulen Europas“, die Scherzinger allein komplett überarbeitete, daher erscheint das Buch nun mit getauschter Autorenreihenfolge Scherzinger & Mebs. Es gilt als das zu Anfang des 21. Jahrhunderts umfassendste deutschsprachige Nachschlagewerk über diese Vogelgruppe. Neuere Veröffentlichungen beschäftigten sich mit der Reaktion der Vogelwelt, insbesondere der Spechte, auf die „Borkenkäfer-Problematik“ im Nationalpark Bayerischer Wald; Feldstudien zu China-Haselhuhn und Davidskauz in der Gebirgsregion der Provinz Gansu / Zentral-China.
Er schrieb zahlreiche Gutachten für Nationalparks, Waldschutzgebiete und andere Themen.
Wolfgang Scherzinger lehrte von 1986 bis 1988 an der Universität Wien und ist als Universitätsdozent Lehrbeauftragter an der Universität Salzburg. Im Jahr 2004 ging er in Altersteilzeit. Er lebt mit seiner Frau seit Dezember 2008 in Bischofswiesen.

## Ehrenamtliche Arbeit
Beim Landesbund für Vogelschutz in Bayern war er mehrere Jahre Kreisgruppenvorsitzender. Es war in Naturschutzbeiräten aller Ebenen vom Kreis bis zum bayrischen Umweltministerium tätig.
Zur praktischen Umsetzung der Erkenntnisse zum Eulen- und Naturschutz engagiert sich Scherzinger in ornithologischen Fachverbänden. So leitete er von 1994 bis 1998 als Vorsitzender die Deutsche Arbeitsgemeinschaft zum Schutz der Eulen (AG Eulen) und leitet bei der Deutschen Ornithologen-Gesellschaft (DO-G) zusammen mit Norbert Schäffer die Projektgruppe „Naturschutz & Ethologie“. Er ist seit 1997 Mitglied des wissenschaftlichen Beirats der Nationalpark Donau-Auen GmbH.

## Ehrungen
Der Landesbund für Vogelschutz in Bayern verlieh ihm sein Abzeichen in Gold. Für seine naturschützerische Arbeit zeichnete ihn der Freistaat Bayern 1997 mit der Bayerischen Umweltmedaille aus. Beim 11. Internationalen Eulenfestival in Houston wurde Scherzinger 2013 mit dem Champion of Owls Award ausgezeichnet und in die „World Owl Hall of Fame“ aufgenommen. 2015 Auszeichnung mit der NABU-Wald-Medaille; 2016 erfolgte die Aufnahme in die Ehrentafel der Deutschen Arbeitsgemeinschaft zum Schutz der Eulen. Darüber hinaus wurde Wolfgang Scherzinger ob seiner besonderen Verdienste um die Ornithologie von BirdLife Österreich zum korrespondierenden Mitglied ernannt.

## Schriften
- Zum Aktionssystem des Sperlingskauzes [Glaucidium passerinum, L.], 2 Teile, Dissertationsschrift, Wien 1969 (im Druck in Zoologica, Heft 118, Band 41, Lieferung 3, Stuttgart 1970, ISBN 3-510-55001-3)
- Zur Ethologie und Jugendentwicklung der Schnee-Eule (Nyctea scandiaca) nach Beobachtungen in Gefangenschaft, J. Ornithol. 115, p. 8–49; 1974
- Zur Ökologie des Sperlingskauzes Glaucidium passerinum im Nationalpark Bayerischer Wald. Anzeiger Ornith. Ges. Bayern 13, p. 121–156; 1974
- Die Jugendentwicklung des Uhus (Bubo bubo) mit Vergleichen zu der von Schneeule (Nyctea scandiaca) und Sumpfohreule (Asio flammeus). Bonn. Zool. Beitr. 25, p. 123–147; 1974
- Rauhfuß-Hühner, Nationalpark Bayerischer Wald (Heft 2), München 1976
- Zur Ethologie der Fortpflanzung und Jugendentwicklung des Habichtskauzes (Strix uralensis) mit Vergleichen zum Waldkauz (Strix aluco), Bonner zoologische Monographien Nr. 15, Bonn 1980/1985 (als Habilitationsschrift Wien 1986)
- als Mitarbeiter: Der Sperlingskauz. Glaucidium passerinum passerinum, 2. Auflage, Die neue Brehm-Bücherei (Band 513), Wittenberg Lutherstadt 1980
- zusammen mit Hans Bibelriether: Gehege im Nationalpark Bayerischer Wald, Grafenau 1980 (ISBN 3-87553-092-6)
- Stimminventar und Fortpflanzungsverhalten des Haselhuhnes Bonasa bonasia. Ornithol Beob. 78, p. 57–86; 1981
- als Mitarbeiter: Das Haselhuhn. Bonasa bonasia, 3. Auflage, Die neue Brehm-Bücherei (Band 77), Wittenberg Lutherstadt 1982
- Die Spechte im Nationalpark Bayerischer Wald, Nationalpark Bayerischer Wald (Heft 9), Grafenau 1982
- Erlebnis Nationalpark. Natur-Geschichten zum Lesen und Vorlesen aus dem Bayerischen Wald, Grafenau 1984 (ISBN 3-87553-231-7)
- Die Vogelwelt der Urwaldgebiete im Inneren Bayerischen Wald, Nationalpark Bayerischer Wald (Heft 12), München 1985
- Der Uhu Bubo bubo L. im Inneren Bayerischen Wald. Anzeiger Ornith. Ges. Bayern 26, p. 1–51; 1987
- Allgemeine Aspekte zur Eignung von Tieren aus der Gefangenschaftszucht für Wiederansiedlungsprojekte. In: Die Wildkatze und ihre Wiedereinbürgerung in Bayern. Bund Naturschutz in Bayern. p.16–27; 1991
- Naturschutz im Wald. Qualitätsziele einer dynamischen Waldentwicklung, Reihe Praktischer Naturschutz, Stuttgart-Hohenheim 1996 (ISBN 3-8001-3356-3)
- Wilde Waldnatur. Der Nationalpark Bayerischer Wald auf dem Weg zur Waldwildnis, Grafenau 2000
- Naturschutzleitbilder für Wald- und Forstlandschaften. In: Erdmann, K-H. & Mager, Th-J. Innovative Ansätze zum Schutz der Natur. p. 5–29; 2000. Springer-Verlag
- zusammen mit Theodor Mebs: Die Eulen Europas. Biologie, Kennzeichen, Bestände, Reihe Kosmos-Naturführer, Stuttgart 2000; komplett überarbeitet und aktualisiert als 3. Auflage, 2020, ISBN 978-3-440-15984-2
- Artenschutzprojekt Auerhuhn im Nationalpark Bayerischer Wald von 1985–2000, Nationalpark Bayerischer Wald – Wissenschaftliche Reihe (Heft 15), Grafenau 2003 (ISBN 3-930977-27-3)
- Wieweit entsprechen die Habitatansprüche waldbewohnender Eulen dem Lebensraumangebot europäischer Wälder? Vogelwelt 124, p. 213–221; 2003
- Der Einfluss forstlicher Bewirtschaftungsmaßnahmen auf die Waldvogelwelt – eine Übersicht. (Co-Autor H. Schumacher); Vogelwelt 125, p. 215–250; 2004
- Die Wiederbegründung des Habichtskauz-Vorkommens Strix uralensis im Böhmerwald. Ornithol. Anzeiger 45, p. 97–156; 2006
- Reaktion der Vogelwelt auf den großflächigen Bestandszusammenbruch des montanen Nadelwaldes im Inneren Bayerischen Wald. Vogelwelt 127, p. 209–263; 2006
- Das Kletterverhalten heimischer Jungeulen – Spezialisierung oder archaisches Erbe? Vogelkdl. Ber. Niedersachsen 40; 2008
- Die "fundamentale Nische" des Auerhuhns Tetrao urogallus. Ornithol. Anzeiger 48, p. 19–32; 2009
- Der Wald als Lebensraum der Vogelwelt. In: Wallner, R.: Wald – Biotop und Mythos. P. 27–154. Österr. Bundesmin. Wissenschaft u. Forschung; Böhlau Verlag, Wien 2011
- Revised description of Pere David´s Owl Strix davidi based on field observations in Central China. (Co-Autoren Fang, Y., Sun, Y-H. & Klaus S.); Ornithol. Anzeiger 53, p. 54–93; 2014
- Eulen-Hybride (Strigiformes), unerwünscht im Artenschutz – doch aufschlussreich für taxonomische Vergleiche. Ornithol. Anzeiger 55, p. 108–121; 2017
- Strigiformes – Eulen, in: Lantermann, W., Asmus, J. Wildvogelhaltung. p. 653–692; Springer-Verlag, Darmstadt 2021
- Die Kunst des Nichtstuns. In: Knapp, H-D., Klaus, S. & Fähser, L. Der Holzweg – Wald im Widerstreit der Interessen. p. 143–159; Oekom-Verlag, München 2021

Darüber hinaus arbeitete Scherzinger auch an dem Kapitel Eulen im Handbuch der Vögel Mitteleuropas sowie an der Monographie Die Haselhühner(Die Neue Brehm-Bücherei, Band 77) mit.